# 东三省总督府
东三省总督府旧址，亦为奉天行省公署旧址，位于中国辽宁省沈阳市沈河区盛京路28号，沈阳故宫与张氏帅府之间，为清帝國东三省总督及中華民國奉天督军省長张作霖、东三省保安總司令张学良的办公场所，2021年6月起对外开放。

## 简介
该建筑建于1907年，位于原盛京将军府基址之上，最初为东三省总督府，东三省首任总督徐世昌、第二任锡良和末任赵尔巽均在此办公，民国时期为张作霖奉天督军府和张学良东三省保安总司令部，跨院则作为张作霖马队和机枪卫队的营房，满洲国时期曾作为奉天省政府。
建筑最初由主院和东西两座跨院组成，门前东西大道上昔日立有“东辕门”和“西辕门”两座牌楼（已不存），现存门房和办公楼，办公楼为两层的西式建筑，青砖墙体，人字架木结构，深红色彩钢瓦屋顶。建筑曾因年久失修长期被列入危房，2004年被列入沈阳市首批不可移动文物，2008年被列入沈阳市文物保护单位，随后建筑产权方沈阳市纺织工业非织造布技术开发中心于2013年出资对建筑进行修缮。
2021年6月起，东三省总督府以收费博物馆形式正式对外开放，日常管理交由新成立的沈阳市东三省总督府博物馆负责。
博物馆成人票价28元，全日制大中小学生/6-18周岁儿童/60-69周岁老年人享受半价优惠，6周岁及以下或身高1.3米及以下的儿童可免费游览，70周岁以上老年人凭身份证或老年证可免费游览。